# Мирчо Иванов
Мирчо Георгиев Иванов е български дипломат, посланик на България в Монголия (от 2005 година).

## Биография
Мирчо Иванов е роден на 18 юли 1944 година в град Бургас, където завършва и средно образование. Завършва факултета по Славянска филология към Софийския университет и Дипломатическата академия в Москва. Две години специализира съвременен монголски език в Монголския държавен университет, Улан Батор.
Трудовата си кариера започва от месец октомври 1972 година като референт, завеждащ секция Монголия в МВнР. Последователно преминава всички дипломатически рангове от аташе до посланик. Изпълнявал е длъжностите държавен експерт, завеждащ сектор, началник на отдел в дирекция Европа-3.
На задгранична работа е бил в посолствата на Република България в Улан Батор, Прага, Братислава и Букурещ. През периода от 1993 до 1997 година е извънреден и пълномощен посланик на Република България в Румъния. От месец май 2005 година е временно управляващ посолството в Улан Батор, а на 24 октомври 2005 година е назначен за извънреден и пълномощен посланик на Република България в Монголия. На 12 декември 2005 година връчва акредитивните си писма на президента на Монголия Намбар Енхбаяр.